# Milton Doyle
Milton Doyle, né le 31 octobre 1993 à Chicago dans l'Illinois, est un joueur de basket-ball américain évoluant au poste d'arrière.

## Biographie
Non drafté à sa sortie d'université, il est invité par les Nets de Brooklyn à jouer la NBA Summer League, il signe ensuite un contrat two-way avec les Nets.